# Douwe de Vries
Pour les articles homonymes, voir De Vries.
Douwe de Vries, né le 14 juin 1982 à Hallum, est un patineur de vitesse néerlandais plutôt spécialiste du 5 000 mètres. Il est cinq fois champion du monde entre 2015 et 2020 en poursuite par équipe sans pour autant participer aux Jeux olympiques de 2018 à Sotchi.
En avril 2019, il devient président de la commission des athlètes de l'Union internationale de patinage. Il réside à Heerenveen.